# Slättflis
Slättflis este o arie protejată (arie specială de conservare — SAC, sit de importanță comunitară — SCI) din Suedia întinsă pe o suprafață de 33,6 ha, integral pe uscat.

## Localizare
Centrul sitului Slättflis este situat la coordonatele 57°36′15″N 18°18′38″E / 57.6043°N 18.3105°E.

## Înființare
Situl Slättflis a fost declarat sit de importanță comunitară în august 2015 pentru a proteja un număr necunoscut de specii din flora spontană și fauna sălbatică aflate în arealul zonei. Situl a fost protejat și ca arie specială de conservare în octombrie 2021.

## Biodiversitate
Situată în ecoregiunea boreală, aria protejată conține 3 habitate naturale: Alvar nordic și șisturi calcaroase precambriene, Lespezi calcaroase, Taiga vestică.
La baza desemnării sitului se află un număr nedeclarat de specii protejate.
Pe lângă speciile protejate, pe teritoriul sitului au mai fost identificate 2 specii de nevertebrate.